# 行政區 (紐約市)

紐約市的五個行政區：
1. 曼哈頓（紐約郡）
2. 布魯克林區（國王郡）
3. 皇后區（皇后郡）
4. 布朗克斯（布朗克斯郡）
5. 斯塔滕岛（里奇蒙郡）
（JFK機場和拉瓜地亞機場皆位於皇后區）

紐約市由5個行政區（boroughs，也译作自治市镇）組成。每個行政區的範圍都與紐約州等級下的郡相同。郡政府隨著紐約市在1898年整合後解散，每個郡中的市、鎮、村行政機關也都隨之消失。行政區一詞是在紐約市整合後用來描述這5個區域各自獨立行政機構。根據紐約州法，行政區（borough）是指當一個郡內的多個區域合併後形成的市自治體。這樣定義與其他地方行政區類型（例如康涅狄格州、新泽西州、宾夕法尼亚州、阿拉斯加州等美国州份，或大伦敦）截然不同。

## 背景
| 紐約的五個行政區概觀     |          |                   |           |           |
| 轄區                     | 轄區     | 人口              | 陸地面積  | 陸地面積  |
| 行政區                   | 县       | 2012年 7月1日估計 | 平方 英里 | 平方 公里 |
| 曼哈頓                   | 紐約     | 1,619,090         | 23        | 59        |
| 布朗克斯                 | 布朗克斯 | 1,408,473         | 42        | 109       |
| 布鲁克林                 | 國王     | 2,565,635         | 71        | 183       |
| 皇后區                   | 皇后     | 2,272,771         | 109       | 283       |
| 史泰登岛                 | 里士满   | 470,728           | 58        | 151       |
| 紐約市                   | 紐約市   | 8,336,697         | 303       | 786       |
| 紐約州                   | 紐約州   | 19,570,261        | 47,214    | 122,284   |
| 資料來源：美国人口调查局 |          |                   |           |           |

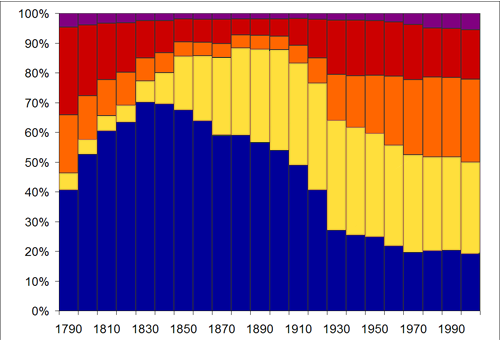
紐約市各行政區的人口數變遷（由下至上）：
1. 曼哈頓、
2. 布魯克林區、
3. 皇后區、
4. 布朗克斯和
5. 斯塔滕岛。（1898年以前的人口數是以該行政區目前的涵蓋範圍來計算）。

在英文中，紐約市經常被以「the five boroughs」（五個行政區）稱呼；這個名詞將整個紐約市的五個行政區視為一體，以避免與任何特定行政區（尤其是曼哈頓）或更大範圍的紐約都會區混淆。「the five boroughs」的名稱也經常被政治家使用，以減輕只著重於曼哈頓的印象，在言詞中將五個行政區都放在同樣的地位。在同樣的語言脈絡下，「outer boroughs」（外行政區）一詞則用來指稱曼哈頓以外的四個行政區，雖然地理上來說整個紐約市的正中心是位於布魯克林與皇后區的交界處。
其他大多數美國城市與郡的關係有許多不同種類，有的完全處於一個郡的範圍內，或是跨越於兩個郡之間，也有些城市內部有著不同的郡份。而紐約市內的五個行政區從1914年起，範圍與其所屬的郡完全相同。
所有的行政區都在1898年隨著紐約市的合併成立，紐約市的邊界也在當時確立。布朗克斯行政區原本屬於紐約郡的一部分，並曾被劃入威斯特徹斯特郡的範圍內，直到1914年才正式改為設立布朗克斯郡。
皇后行政區原本的區域只包含皇后郡的西側，直到納蘇郡在1899年成立，其中東邊的三個城鎮脫離皇后郡範圍後，皇后郡的區域縮小至與皇后行政區一致，才確立了目前皇后行政區的範圍。史坦頓島行政區原本的正式郡名為里奇蒙郡（Richmond County），之後為了與行政區的名稱統一在1975年改名。
除了曼哈頓以外，每個行政區都由一位行政區長（borough president）代表，擁有區政廳（borough hall）。紐約市評議委員會（New York City Board of Estimate）在1990年廢除後，行政區長已經沒有太多實際上的權利，每個行政區也沒有立法功能。紐約市的實際管理由紐約市長執行，立法功能則歸屬於紐約市議會。
由於法律上這些行政區屬於郡的階層，因此必須如同美國其他的郡份一樣選出各自的區域檢察長（district attorney）。許多公民法庭的法官也是以行政區為單位進行選舉，但這些法官通常可以服務整個紐約市。